# Allacciate le cinture
Allacciate le cinture és una pel·lícula italiana del 2014 dirigida per Ferzan Özpetek.
La pel·lícula compta amb un elenc coral els actors principals del qual inclouen Kasia Smutniak, Francesco Arca i Filippo Scicchitano.

## Argument
Lecce, 2000. L'Elena, cambrera d'un bar, treballa amb la Silvia i el seu company d'habitació gai Fabio. Els tres són amics, però entre ells sorgeixen desavinences per l'arribada d'Antonio, un mecànic homòfob i racista.
L'Antonio freqüenta el bar on els tres treballen per conèixer la Silvia, però també s'acaba trobant sovint amb l'Elena, a qui un dia revela que és dislèxic. Mentre l'Elena sembla suavitzar el seu menyspreu cap a l'Antonio, inicia un projecte amb Fabio per fer-se càrrec d'una benzinera i convertir-la en un bar. Mentrestant, la relació entre l'Elena i l'Antonio es converteix en una atracció física, malgrat que Elena porta dos anys promesa amb Giorgio. Un dia, Elena es deixa portar pels seus instints i segueix l'Antonio al seu taller, on els dos gairebé tenen sexe. Els dos comencen a sortir més tard.
Tretze anys després. L'Elena i el Fabio celebren l'aniversari de l'obertura del seu restaurant, ple de gent i amics. L'Elena ja té dos fills: una nena de deu anys i un nen més petit; però el seu marit no és Giorgio: és Antonio. L'Elena sempre és amiga i companya de negocis d'en Fabio, sovint freqüenta la seva mare Anna i la seva extravagant tieta Viviana, mentre que la seva relació amb Antonio és problemàtica: les seves diferències de caràcter els porten a freqüents baralles, que els nens observen indefensos.
La vida ocupada i plena de projectes d'Elena s'atura quan, després d'una revisió aleatòria, se li diagnostica un càncer de mama, que haurà de tractar amb un cicle de quimioteràpia. Mentre la família i els amics es reuneixen al seu voltant, Antonio sembla refugiar-se darrere d'un mur infranquejable de dolor. En aquest context, l'Elena també troba una amistat inesperada amb la Maricla, perruquera i examant del seu marit.
Els tractaments i la malaltia aviat obliguen l'Elena a abandonar la feina i es troba hospitalitzada en diverses ocasions en un hospital, on coneix un metge que, tretze anys abans, havia estat client del bar on treballava, i una simpàtica companya de pis, l'Egle. En aquestes circumstàncies, l'Elena i l'Antonio redescobreixen la passió que els havia unit tretze anys abans, tant que van fer l'amor a l'hospital, malgrat el terrible estat físic de la dona, ara en un estadi avançat de la malaltia.
Un matí l'Egle mor i l'Elena es torna profundament preocupada, tot i que el metge la tranquil·litza sobre la possibilitat de recuperar-se. L'Elena decideix fugir i tornar a casa de totes maneres. Aquí té una visió de futur, entre el somni i la premonició: tota la seva família vestida de blanc es reuneix al voltant de la nova parella d'Antonio, la perruquera Maricla, per al naixement d'una nena, a qui rep el nom d'Elena.
L'arribada del seu marit en carn interromp la visió. L'home, en comptes d'acompanyar-la de tornada a l'hospital, decideix portar-la a la cala on havien fet l'amor per primera vegada tretze anys abans. Quan marxen, el seu cotxe corre el risc de xocar amb una parella en moto: són ells mateixos, tretze anys abans, els que arriben a aquella mateixa platja.
Any 2000. Elena i Antonio es veuen obligats a revelar la seva relació. Elena, arraconada, fa una cita amb la seva amiga Silvia per dir-li tota la veritat. Quan els dos es troben, la revelació de l'Elena ve precedida per una contra-revelació de la Silvia, que confessa una relació amb el xicot d'Elena, Giorgio, mentre que Antonio és només una mena de diversió i cobertura. La Silvia esclata a plorar, però l'Elena i el Fabio comencen a riure, deixant la seva amiga sorpresa però feliç.

## Repartiment
- Kasia Smutniak: Elena
- Francesco Arca: Antonio
- Filippo Scicchitano: Fabio
- Carolina Crescentini: Silvia
- Elena Sofia Ricci: Viviana / Dora
- Francesco Scianna: Giorgio
- Carla Signoris: Anna
- Paola Minaccioni: Egle Santini
- Giulia Michelini: Diana
- Luisa Ranieri: Maricla

## Producció
Després del parèntesi amb Fandango, Özpetek torna a col·laborar amb R&C Produzioni de Gianni Romoli i Tilde Corsi, que va produir les seves primeres pel·lícules. La pel·lícula també està produïda per Faros Film en col·laboració amb Rai Cinema i amb el suport de l'Apulia Film Commission. Inicialment, la pel·lícula s'havia de titular Allacciate le cinture di sicurezza, després es va escurçar a Allacciate le cinture.
El rodatge de la pel·lícula va començar a Lecce el 13 de maig de 2013 amb una durada de nou setmanes, es van dividir en dues parts: la primera del 13 de maig al 6 de juny, la segona del 8 de juliol al 6 d'agost de 2013. La ruptura entre els dos blocs de rodatge va permetre als protagonistes perdre o guanyar pes en funció de les necessitats del guió. Kasia Smutniak va perdre vuit quilos per destacar la malaltia del seu personatge. Francesco Arca, en canvi, va engreixar deu quilos, mentre que Scicchitano va perdre pes durant la segona part de la pel·lícula.
El rodatge va tenir lloc a Lecce, Otranto, als ports esportius de Melendugno, Torre Specchia i San Foca, al municipi de Maglie i a la Reserva Natural Estatal de Torre Guaceto.
Özpetek també havia escrit un paper per a Anna Proclemer, a qui havia dirigit a Magnifica presenza, però l'actriu va declinar, dient que no tenia ganes de moure's i assumir un nou compromís. L'actriu va morir el 25 d'abril de 2013, uns dies abans de l'inici del rodatge d’Allacciate le cinture.

## Promoció
Una primera foto promocional de la pel·lícula va ser publicada per Özpetek, a través del seu perfil Twitter, el 12 de novembre de 2013. L'endemà, es va publicar el tràiler teaser de la pel·lícula com a avançament al lloc web de La Repubblica. El tràiler va acompanyat de la cançó de Riccardo Cocciante A mano a mano en la versió cantada per Rino Gaetano.
El 3 de febrer de 2014, coincidint amb l'aniversari del director, es va estrenar el cartell oficial de la pel·lícula. Posteriorment, es va crear una campanya de promoció a xarxes socials, llançada pel mateix director a través dels seus comptes a Twitter, Facebook i Instagram.

## Distribució
La pel·lícula es va distribuir als cinemes italians el 6 de març de 2014 per 01 Distribution. A Turquia, es va publicar amb el títol Kemerlerinizi Bağlayın el 14.

## Banda sonora
La música original de la pel·lícula està composta per Pasquale Catalano. A més de la música de Catalano, la banda sonora inclou la cançó A mano a mano de Riccardo Cocciante en la versió cantada per Rino Gaetano, At Last d’Etta James i una versió de It's Raining Men de Dolapdere Big Gang.

## Taquilla
En el primer cap de setmana de projecció a les sales, la pel·lícula va debutar en segona posició entre les pel·lícules més vistes, per darrere de 300: El naixement d'un imperi, amb un brut de 1.563.627 euros. La pel·lícula va recaptar més de 4.500.000 euros.(dades actualitzades el 6 d'abril de 2014)

## Reconeixements
- 2014 - David di Donatello
  - Nominació Millor director a Ferzan Özpetek
  - Nominació Millor actriu protagonista a Kasia Smutniak
  - Nominació Millor actriu secundària a Paola Minaccioni
  - Nominació Millor fotografia a Gian Filippo Corticelli
  - Nominació Millor banda sonora a Pasquale Catalano
  - Nominació Millor escenografia a Marta Maffucci
  - Nominació Millor vestuari a Alessandro Lai
  - Nominació Millor maquillatge a Ermanno Spera
  - Nominació Millors pentinats a Francesca De Simone
  - Nominació Millor edició a Patrizio Marone
  - Nominació Millor so a Marco Grillo i Mirko Pantalla
- 2014 - Nastro d'argento[14]
  - Millor actriu protagonista a Kasia Smutniak
  - Millor actriu no protagonista a Paola Minaccioni
  - Millor director de càsting a Pino Pellegrino
  - Nominació Millor director a Ferzan Özpetek
  - Nominació Millor fotografia a Gian Filippo Corticelli
  - Nominació Millor banda sonora a Pasquale Catalano
  - Nominació Millor muntatge a Patrizio Marone
- 2014 - Ciak d'oro
  - Millor banda sonora a Pasquale Catalano[15]
  - Nominació Millor actor no protagonista a Filippo Scicchitano
  - Nominació Millor actriu no protagonista a Paola Minaccioni
  - Nominació Millor manifest a Federico Mauro
  - Nominació Millor so en directe a Marco Grillo amb Mirko Pantalla, Luca Grillo i Fabio Conca
- 2015 - Moviemov Italian Film Festival de Hanoi[16]
  - Millor pel·lícula a Ferzan Özpetek